# Urceus Codrus

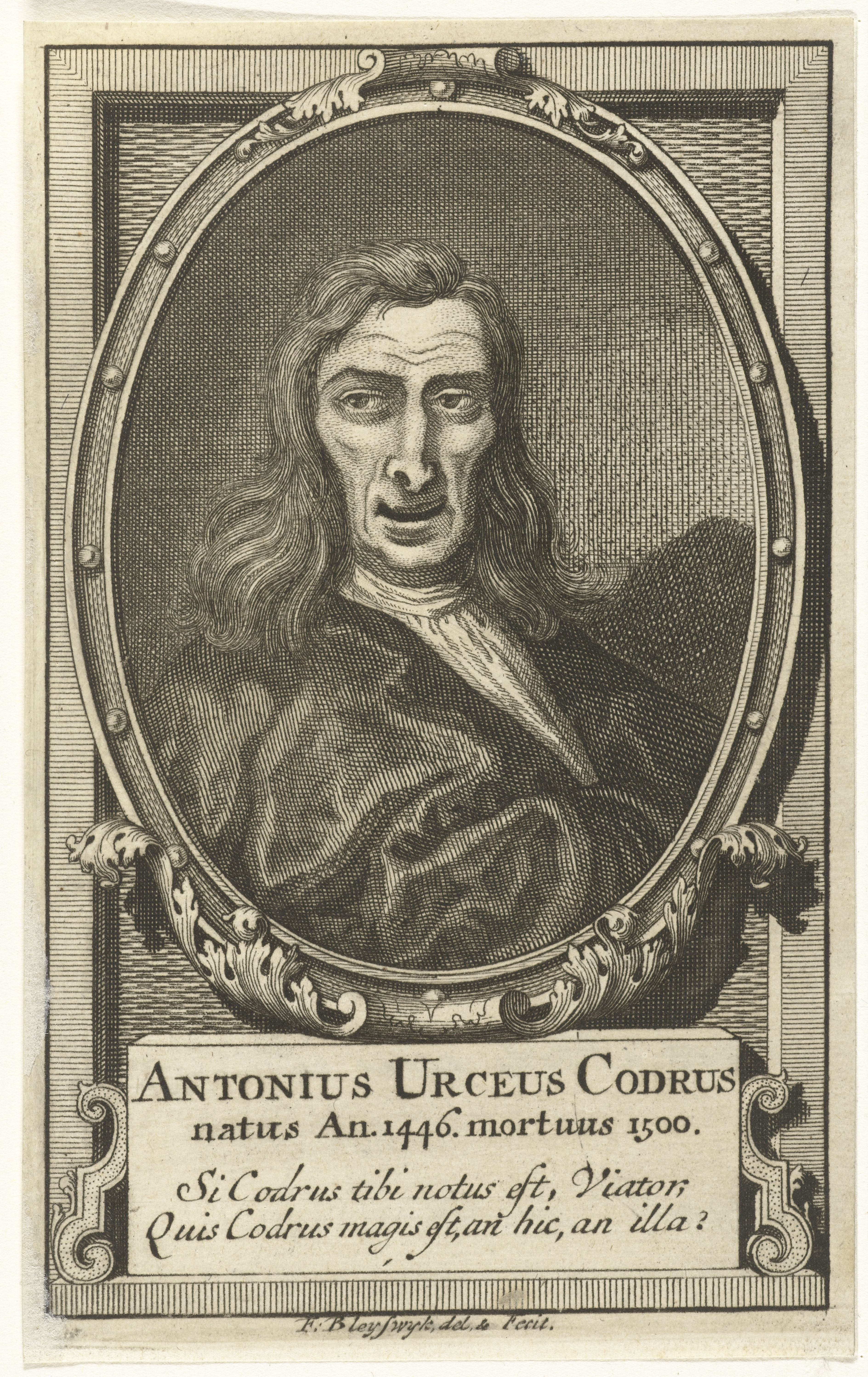
Urceus Codrus

Antonio Urceo, na sua forma portuguesa António Urceu, conhecido também como Codrus ou, na sua forma portuguesa, Codro (1446-1500) (* Rubiera, 14 de Agosto de 1446 † Bolonha, 11 de Fevereiro de 1500) foi humanista e helenista italiano. Deu aulas de eloquência em Forlì e Bolonha, onde o astrônomo polonês Nicolau Copérnico provavelmente foi seu aluno.

## Publicações
- In hoc Codri volvmine haec continentvr. Orationes, seu sermones ut ipse appellabat. Epistolae, Siluae, Satyrae, Eglogae, Epigrammata, Filippo Beroaldo, o Jovem, 1506
- Aulularia Plautina : Comediarum lepidissima ... Titus Maccius Plautus. Urceus Codrus é lembrado, entre outras coisas, por acrescentar um quinto ato à Aulularia de Plauto, pois do original, apenas fragmentos do quinto ato sobreviveram. Posteriormente, outros autores, dentre eles Martinus Dorpius (1485-1525) adicionaram outras versões para as cenas que faltavam.[3]
- In hoc Codri volumine hec continentur. Orationes. seu sermones vt ipse appellabat. Epistole Silue Satyre Egloge Epigrammata, 1506
- Rhythmus die divi Martini pronunciatus, 1511
- Scriptores rei rusticae. 18 de Setembro de 1496